# Elton John 2003 Tour
Elton John 2003 Tour – osiemnasta solowa trasa koncertowa Eltona Johna, w jej trakcie odbyły się dwadzieścia trzy koncerty.
1. 17 stycznia 2003 – Anaheim, Kalifornia, USA – Arrowhead Pond of Anaheim
2. 18 stycznia 2003 – Bakersfield, Kalifornia, USA – Centennial Garden
3. 3 lutego 2003 – Paryż, Francja – Le Lido
4. 5 lutego 2003 – Londyn, Anglia – The Old Vic
5. 18 lutego 2003 – Atlanta, Georgia, USA – The Tabernacle
6. 19 lutego 2003 – Atlanta, Georgia, USA – The Tabernacle
7. 30 maja 2003 – Ashwaubenon, Wisconsin, USA – Resch Center
8. 31 maja 2003 – Chicago, Illinois, USA – Arie Crown Theater
9. 3 czerwca 2003 – Pensacola, Floryda, USA – Pensacola Civic Center
10. 4 czerwca 2003 – Lafayette, Luizjana, USA – Cajundome
11. 6 czerwca 2003 – Laredo, Teksas, USA – Laredo Entertainment Center
12. 17 czerwca 2003 – Londyn, Anglia – Hampton Court Palace
13. 18 czerwca 2003 – Londyn, Anglia – Hampton Court Palace
14. 20 czerwca 2003 – Bonn, Niemcy – Museumsmeile
15. 21 czerwca 2003 – Bukareszt, Rumunia – Stadionul Cotroceni
16. 23 czerwca 2003 – Budapeszt, Węgry – Hősők tére
17. 24 czerwca 2003 – Moskwa, Rosja – Kremlin Palace
18. 28 czerwca 2003 – Sundsvall, Szwecja – Park Arena
19. 1 lipca 2003 – Bergen, Norwegia – Koengen
20. 3 lipca 2003 – Skane, Szwecja – Christinehof Castle
21. 4 lipca 2003 – Horsens, Dania – Horsens Open Air
22. 6 lipca 2003 – Valletta, Malta – The Granaries
23. 8 lipca 2003 – Madryt, Hiszpania – Plaza de Toros de Las Ventas